# Реј Крок
Рејмонд Алберт Крок, познатији као Реј Крок (Оук Парк, 5. октобар 1902 – Сан Дијего, 14. јануар 1984) био је познати амерички предузетник који је развио познату компанију ресторана брзе хране – МекДоналдс.

## Биографија

### Детињство и одрастање
Реј Крок је рођен у Оук Парку (држава Илиноис), градићу близу Чикага. Родитељи су му били чешког порекла. Звали су се Луис и Роуз Крок. Луис је радио за компанију "Вестерн Јунион", а Роуз је била домаћица и учитељица клавира. Живели су скромно. Реј је одрастао са млађим братом Робертом и сестром Лорејн. Волео је да игра бејзбол и да гледа утакмице, а мајка га је од шесте године учила да свира клавир. Његов таленат за продају видео се од дечачког доба. Продавао је лимунаду испред куће, радио је у продавници, чак је и са пријатељима основао радњу музичке опреме.
Реј је похађао основну школу "Абрахам Линколн" у Оак Парку, касније "Oak Park and River Forest High School", али није био претерано заинтересован. Током Првог светског рата лагао је за број година да би се придружио америчком "Црвеном крсту". Са 15 година је постао возач амбулантних кола у Црвеном крсту заједно са Волтом Дизнијем.

### Каријера
После Првог светског рата вратио се у школу али после пар месеци је одустао. Радио је као продавац врпци. Ноћу је свирао клавир као део џез група. Преселио се 1922. у Чикаго. Крок се потом запослио у компанији „Lily-Tulip Cup Company”  где је продавао ресторанима папирне чаше и машине за газирана пића. Такође, наставио је да се бави музиком као музички директор за радио станицу “WGES” у Чикагу. 1925. године преселио се у Форт Лодердејл (Флорида). Тамо је почео да се бави продајом некретнина. У старту је био успешан, међутим наредних година продаја је опала. Вратио се у Чикаго и поново почео да ради за компанију „Lily-Tulip Cup Company”. Био је један од најбољих продаваца, а касније је постао менаџер продаје. 1939. напушта компанију и оснива свој мали бизнис под називом “Prince Castle Sales” који се бавио продајом милкшејк миксера, који су могли да праве пет милкшејкова у исто време.
Тек 1954. године је посетио нови самоуслужни ресторан „МекДоналдс” у Сан Бернардину, јер су његови власници, браћа Ричард и Морис Макдоналд купили чак осам Крокових мултимиксера. Реј Крок је посетио много ресторана који су се налазили поред пута, али је био фасциниран брзином којом ресторан „МекДоналдс” услужује своје муштерије. Браћа Макдоналд нису били амбициозни да прошире посао.  Ступили су у партнерство са Кроком јер им је био потребан агент, и дозволили му да користи име ресторана како би га промовисао. Године 1955. Крок је отворио његов први, нови “МекДоналдс” ресторан у Дес Плејнсу у држави Илиноис. До тада браћа Макдоналд су поседовала осам ресторана. Познати златни лукови (енг. golden arches) које можемо и данас видети на логоу су били идеја Ричарда Макдоналда. Крок је побољшао и редизајнирао маркетиншку стратегију. Циљна група више нису биле породице, већ деца, јер су у том периоду после Другог светског рата САД имале пораст наталитета.
Реј Крок је купио фирму од браће Макдоналд 1961. године за 2,7 милиона долара. Реј Крок је ставио акценат највише на маркетингу до те мере да је „хамбургер био одличног укуса иако су изоставили месо”. Браћа Макдоналд су у уговору провукли реченицу којом они имају право да задрже оригинални ресторан у Сан Бернардину, што је разљутило Крока. Крок је отворио убрзо нови „МекДоналдс” ресторан у близини и натерао браћу МекДоналдс да промене име ресторана јер немају више право на име „МекДоналдс”. Назвали су га „The Big M”, међутим посао је пропао после шест година.
Крок је до своје смрти отворио 7500 ресторана у САД, а 31 у свету. Вредност компаније у 1983. износила је 8 милијарди долара, а његово лично богатство износило је 600 милиона долара.

### Приватни живот и смрт
Године 1919. године упознао је своју прву супругу Етел Флеминг. Венчали су се 1922. и потом преселили у Чикаго. У октобру 1924. године родила се њихова ћерка Мерилин. Развели су се 1961. године. Крок се поново оженио две године касније Американком Џејн Добинс Грин, међутим брак је трајао само 5 година. Оженио се и по трећи пут 1969. са Џоан Крок са којом је у браку остао до смрти.
Реј Крок је преминуо 1984. у 81. години од последица срчаног удара у Сан Дијегу.
Крок је током живота подржавао многе хуманитарне организације. Његова фондација подржавала је породице чији су чланови имали проблема са болестима попут алкохолизма, дијабетеса, артритиса и мултиплe склерозе. Фондација „Kroc” је такође развила непрофитну организацију “Ronald McDonald House” која има циљ да креира, налази и подржава програме који помажу деци и њиховим породицама. 
Поседовао је чак од 1974. и бејзбол тим „San Diego Padres”. Међутим, тим је продала Крокова удовица Џоан 1990. године.

## Занимљивости
Крок је после смрти осим огромне франшизе „МекДоналдс” оставио и аутобиографију коју је објавио 1977. године „Grinding it Out: The Making of McDonald's” где је описао свој пут ка успеху. Написао ју је заједно са Робертом Андерсоном.
О Реј Кроку направљен је и филм 2016. под називом Оснивач. Мајкл Китон је добио задатак да одглуми Реј Крока. Филм приказује успон каријере Реј Крока и критички се осврће на Кроково лоше третирање браће Макдоналд.